# Tuxedomoon
A Tuxedomoon amerikai punkegyüttes.

## Története
1977-ben alakult San Franciscóban. A zenekar a "The Angels of Light" nevű művészi csoportosulásból fejlődött ki, amelynek Steven Brown tagja volt. Eleinte duóként tevékenykedtek, Brown és Blaine L. Reininger felállásával. Zenéjükben a punk és az elektronikus zene elemei keverednek. Különleges hangzásvilággal rendelkeznek, zenéjükben ugyanis olyan hangszerek hallhatók, mint az elektromos hegedű vagy a szintetizátor. Az együttes stílusát "cabaret no wave" névvel illeti. A Tuxedomoon zenéje az experimental music, post-punk, new wave és synth-punk stílusokba sorolható. Korábban a The Residents zenekar által alapított Ralph Records adta ki a Tuxedomoon lemezeit, később a belga Crammed Discs kiadó jelentette meg az albumokat. 2004-ben Magyarországon is felléptek, az A38 Hajón.

## Tagok
- Steven Brown
- Blaine L. Reininger
- Luc van Lieshout
- David Haneke

## Korábbi tagok
- Peter Dachert
- Bruce Geduldig
- Winston Tong
- Gregory Cruikshank
- Victoria Lowe
- Michael Belfer
- Paul Zahl
- Ivan Gregoriev
- Nikolas Klau
- George Kakanakis
- Marcia Barcellos

## Diszkográfia
- Half-Mute (1980)
- Desire (1981)
- Divine (1982)
- Holy Wars (1985)
- Ship of Fools (1986)
- You (1987)
- The Ghost Sonata (1991)
- Joeboy in Mexico (1997)
- Cabin in the Sky (2004)
- Vapour Trails (2007)
- Pink Narcissus (2014)
- Blue Velvet Revisited (2015)